# Pestel
Pestel (en criollo haitiano Pestèl) es una comuna de Haití que está situada en el distrito de Corail, del departamento de Grand'Anse.

## Secciones
Está formado por las secciones de:
- Bernagousse
- Espère (que abarca la villa de Pestel)
- Jean Bellune
- Tozia
- Duchitty
- Los Caimitos

## Demografía
| Gráfica de evolución demográfica de Pestel entre 2009 y 2015 |
|                                                              |

Los datos demográficos contemplados en este gráfico de la comuna de Pestel son estimaciones que se han cogido de 2009 a 2015 de la página del Instituto Haitiano de Estadística e Informática (IHSI). 